# Les Travaux et les Jours

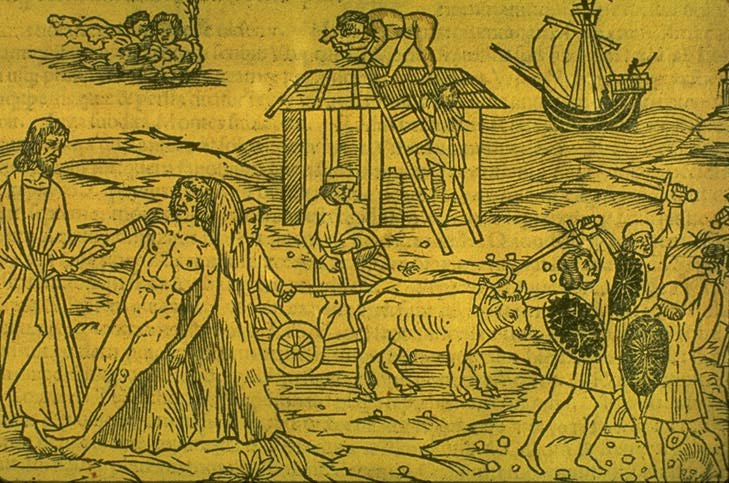
Gravure pour le livre I des Métamorphoses d'Ovide, reprenant le mythe des races développé par Hésiode dans Les Travaux et les Jours.

Pour le film, voir Les Travaux et les Jours (film).
Les Travaux et les Jours (en grec ancien Ἔργα καὶ Ἡμέραι / Érga kaì Hēmérai) est un poème grec d'Hésiode écrit en hexamètres dactyliques et datant sans doute de la fin du VIIIe siècle av. J.-C. Il s'agit du plus ancien texte de poésie didactique. 

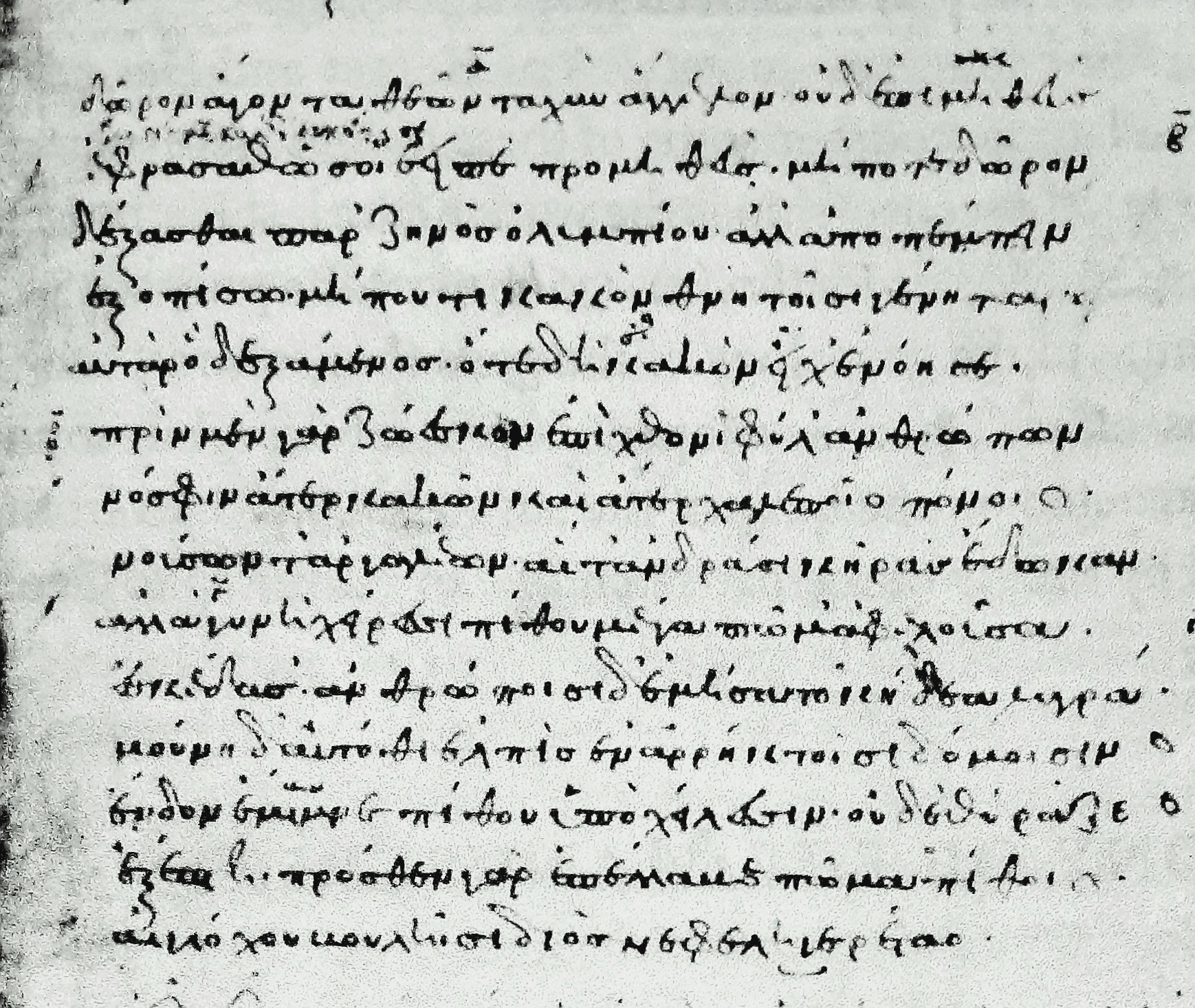
Une page du plus vieux manuscrit des Erga kaì Hêmérai (gr. 2771). Bibliothèque nationale de France.

## Proême
Proême (ou introduction) :

« Muses Piériethennes, vous qui diffusez renommée par vos voix, venez jusqu’ici, parlez Di’ et faites vôtre le chant de votre père, par qui il est des mâles [ἄνδρες]  mêmement indignes de mentions et dignes et célébrés et repoussés, tout ça, à cause de la superbe du dieu [διὸς μεγάλοιο ἕκητι]. »

— Hésiode, Les Œuvres Opportunes, proême v. 1-4

## Contenu
L'ouvrage concerne un différend entre l'auteur et son frère, Persès. Le texte contient à trois reprises des éléments autobiographiques. Hésiode y aborde des thèmes fondamentaux pour la réflexion :
- L’histoire de Prométhée et de Pandore,
- Les cinq races successives de l’humanité (or, argent, bronze, race des héros puis fer),
- La fable du faucon et du rossignol (le faucon représentant le roi, et le rossignol le poète),
- La vision de deux cités : celle de la justice (Δίκη / Díkē) et la cité opposée, celle de la démesure (Ὕϐρις / Húbris).
- Il donne aussi une description des travaux agricoles sur les terres arides de son pays natal et il se présente comme un calendrier précis de l’année d’un agriculteur en incluant des conseils sur l’agriculture : outils, soins des animaux, cultures, entre autres. Une section décrivant la rigueur de l’hiver dans les montagnes de Grèce est particulièrement remarquable. Il termine le récit en prédisant qu’à la fin, l'homme de la justice devient riche, tandis que celui de la démesure perd tout. Hésiode est le prophète de la race de fer, qu’il fait succéder à la race des Héros.
- Il donne aussi les descriptions du Sirius et des Pléiades sur le printemps astronomique.

## Interprétations du mythe

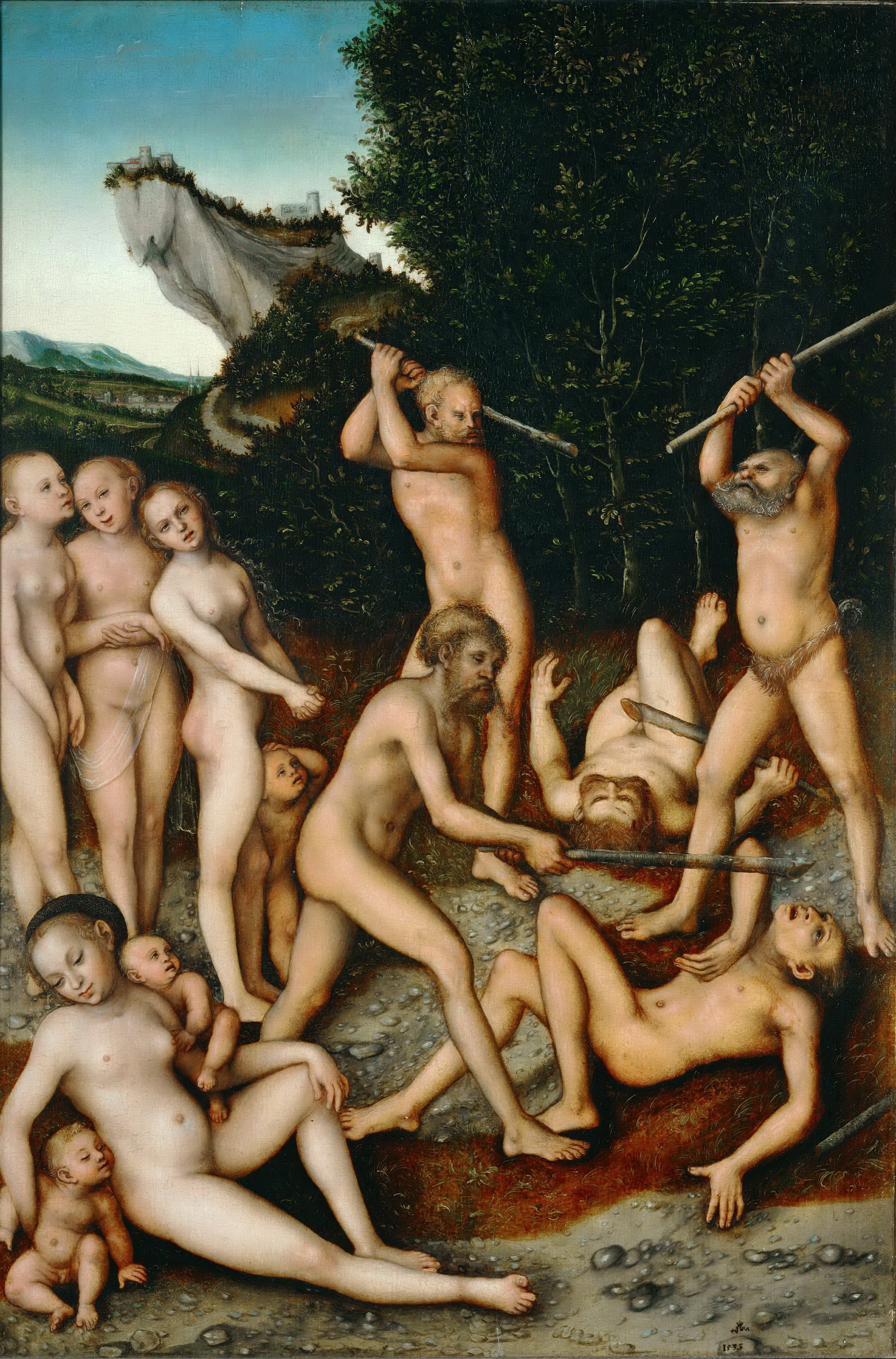
L'Âge d'argent, par Lucas Cranach l'Ancien (1535).

Bien que certains éléments soient manifestement d'origine proche-orientale, telle l'image du colosse aux pieds d'argile, le comparatiste Georges Dumézil a perçu dans le mythe hésiodique des traces de l'héritage d'une doctrine indo-européenne des âges du monde et en a proposé une lecture trifonctionnelle, le comparant à la doctrine indienne des quatre âges du monde.
Jean-Pierre Vernant confirmera cette interprétation, notant que les âges du monde se caractérisent par l'âge de leur population. Or et argent, vitalité, bronze et Héros, vie adulte, fer « une existence qui se dégrade au long d'un temps vieilli et usé ». Le mythe hésiodique rejoint alors le Chant de Rígr du domaine scandinave où le dieu Heimdall, en père de l'humanité, engendre les trois grandes classes (ou races) d'hommes : esclaves, paysans libres et nobles.